# ایناری (روستا)
ایناری یک روستا در ناحیه شهرداری به همین نام در لاپلند، فنلاند است. این شهر به‌طور گسترده به عنوان پایتخت فرهنگ سامی فنلاند شناخته می‌شود.

## تاریخ
این روستا در محلی که رودخانه یوتووانیوکی به دریاچه ایناری می‌ریزد، رشد و گسترش یافته‌است.
با گذشت قرن‌ها، روستا به یک بازار و مرکز تجاری قوی و فعال تبدیل شد. هنگامی که شهرداری ایناری در سال ۱۸۷۶ تأسیس شد، این روستا مرکز شهرداری شد.
مردمی که در آن زمان در ایناری زندگی می‌کردند، اولین مردمی نبودند که در این روستا زندگی می‌کردند، شواهد باستانی نشان می‌دهد مردم هزاران سال قبل مردمانی در سواحل دریاچه ایناری زندگی می‌کردند. چندین خانه از دوران سنگی در ووپایا، در کناره شهر در نزدیکی موزه سامی سیدا یافت شده‌است.

## نگارخانه

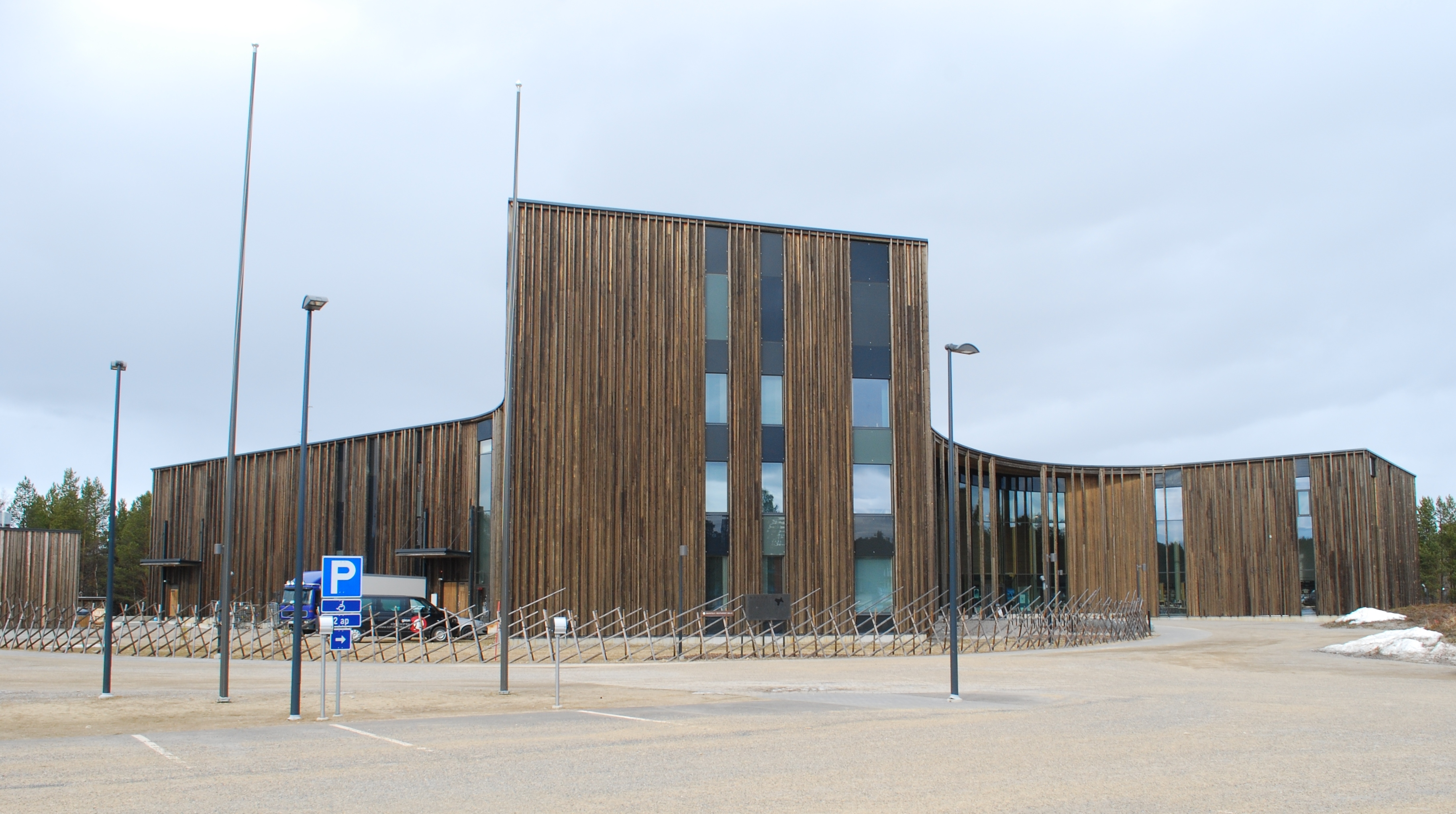
سایوس، مرکز فرهنگی سامی در روستای ایناری
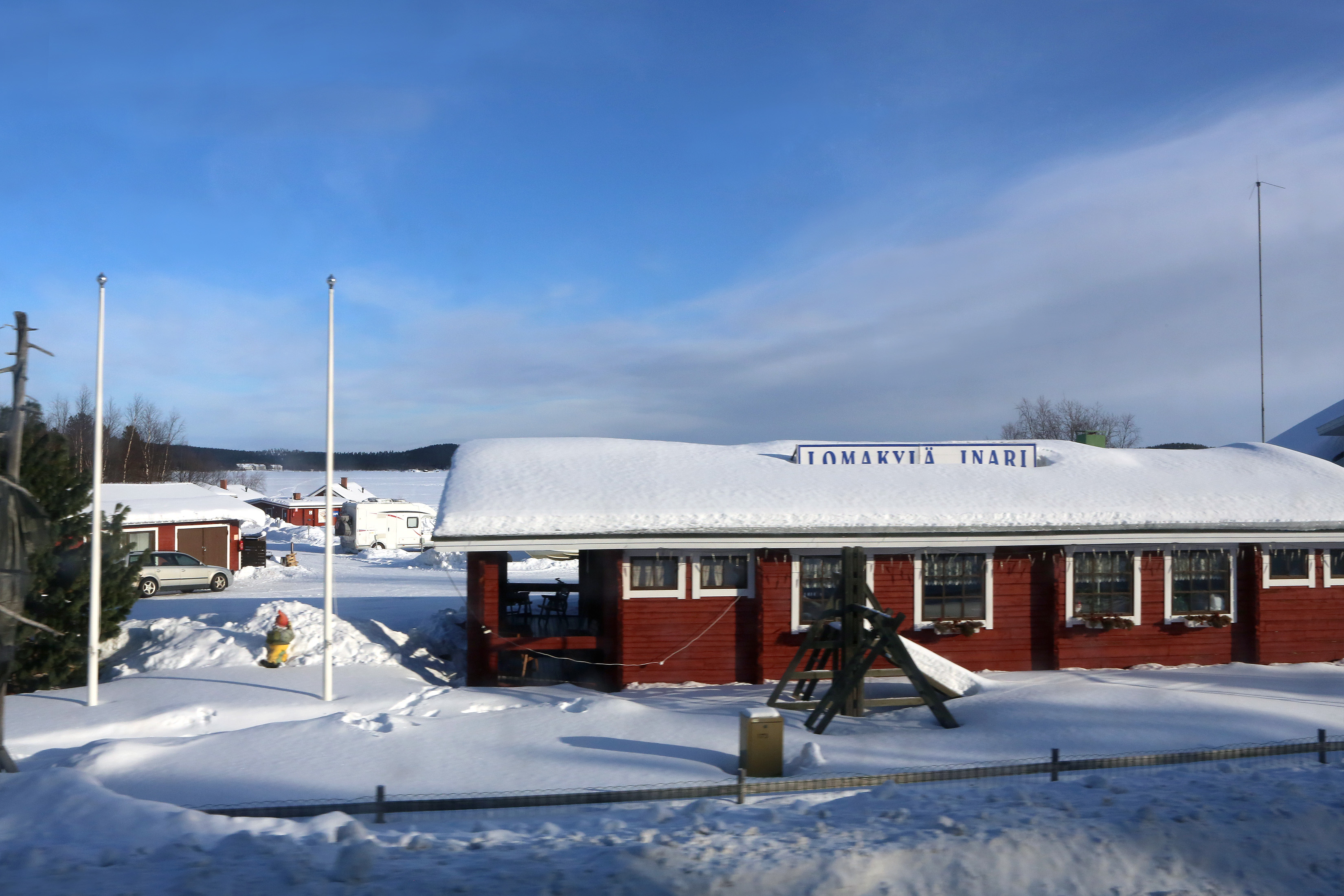
برف در ایناری
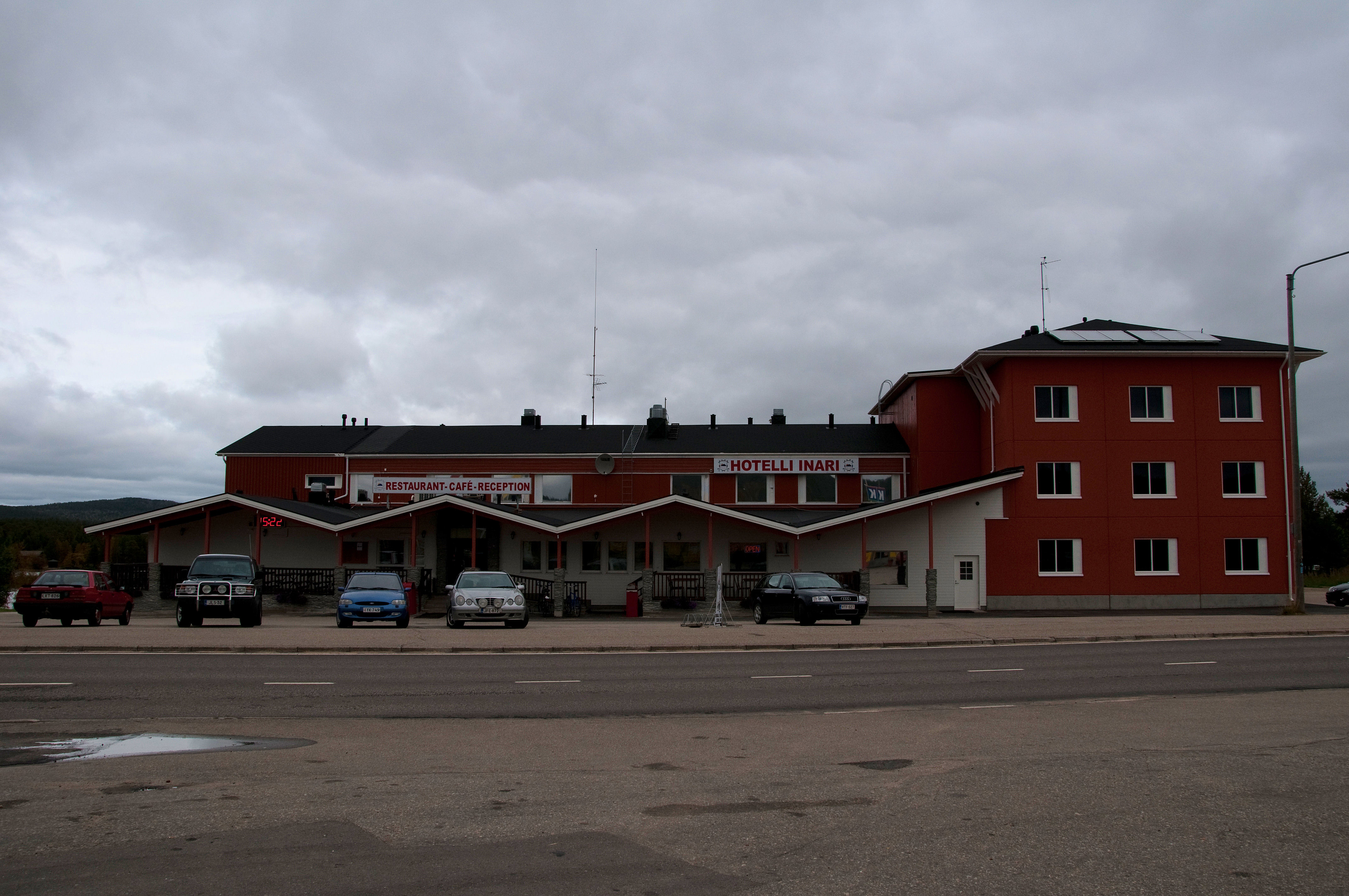
هتل ایناری
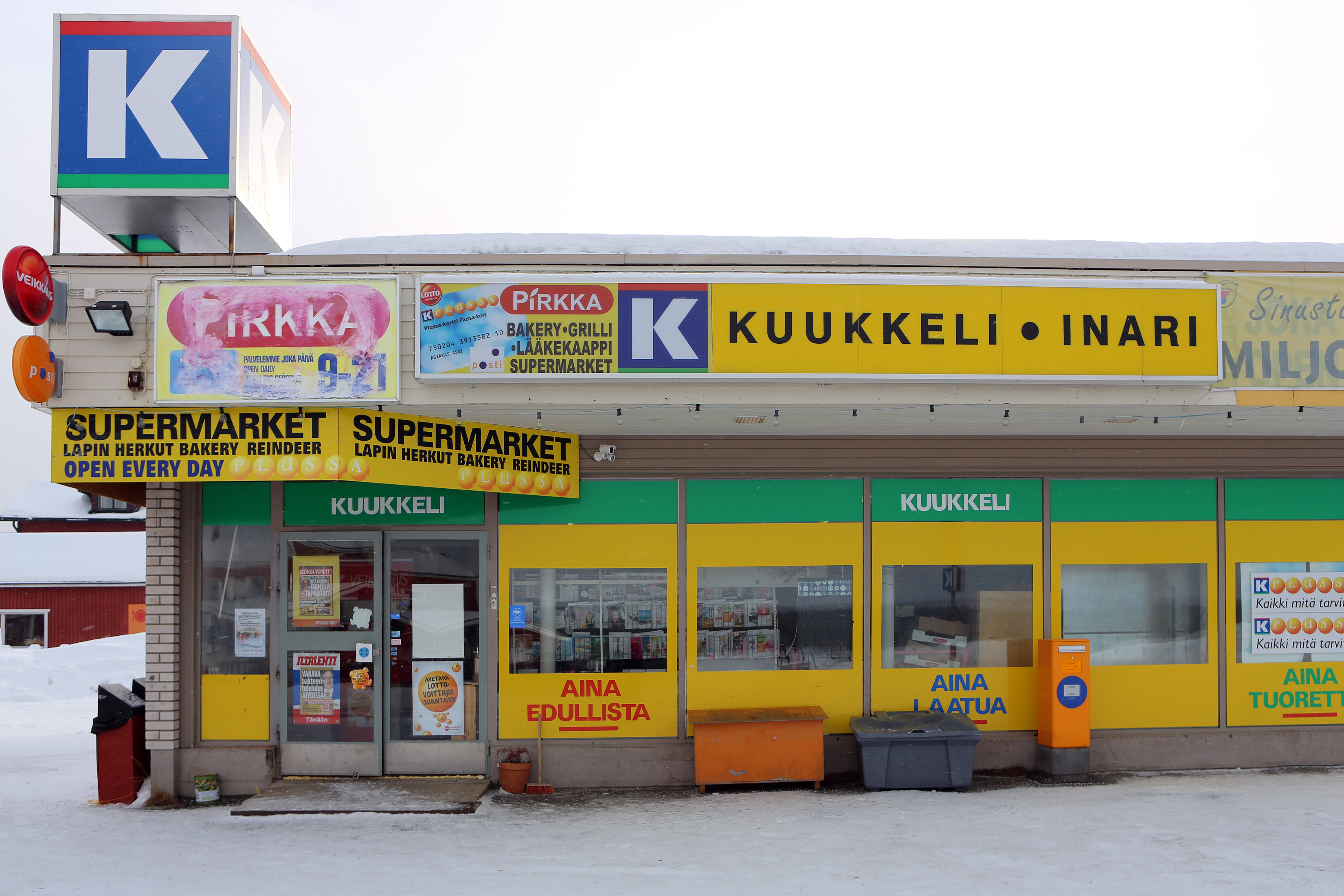
سوپرمارکت در ایناری
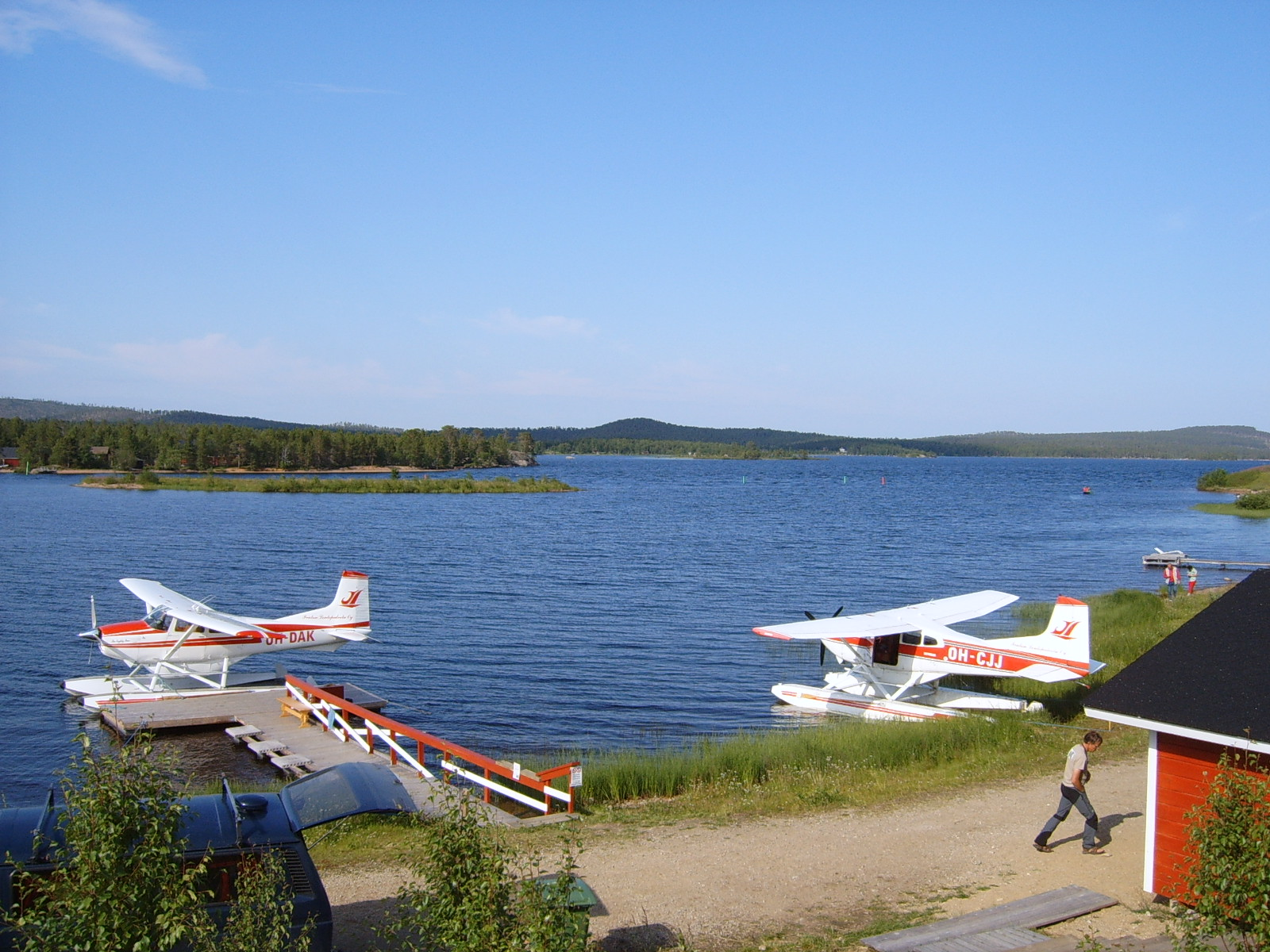
دریاچه ایناری